# Jon Mårdalen
Jon Mårdalen, né le 18 août 1895 et mort le 5 décembre 1977, est un ancien spécialiste norvégien du combiné nordique et fondeur.

## Biographie
Jon Mårdalen a terminé 4e en 1923. En 1924, il a terminé 4e des courses de 18 km et 50 km lors des Jeux olympiques.
Il est le père de Kjetil Mårdalen.

## Résultats

### Jeux olympiques
| Épreuve / Édition | Chamonix 1924 |
| Ski de fond 18 km | 4e            |
| Ski de fond 50 km | 4e            |

Les Jeux Olympiques comptent également comme championnats du monde sauf pour le combiné nordique.

### Championnats de Norvège
- En Championnat de Norvège de ski de fond (no)
  - Il remporte le titre dans le 30 km en 1923.

### Festival de ski d'Holmenkollen
- Il a terminé 4e de cette compétition en combiné nordique (no) en 1923.
- Il a terminé 3e cette compétition dans le 50km (no) en 1924.